# パイロット版
パイロット版（パイロットばん）は、ある公表予定のものに先んじて製作されるものの事。主に映画やテレビドラマ等の映像作品に対して、先行して製作された映像媒体を指すが、それ以外においてもこの用語が使用されている場合がある。英語のpilotには試写、試験等の意味が含まれている。ビデオ撮影が主流になる以前はフィルムで撮影されていたため、パイロット・フィルムとも呼称されていた。そのため、ビデオ全盛の現在でも当時の名残でパイロット・フィルムと表現する場合もある。
パイロット版のみに終わり、本編やシリーズが製作されないこともあり、製作されたとしてもパイロット版とは異なる第1話が作られることもある。

## テレビドラマにおけるパイロット版
比較的分かり易いアメリカのテレビドラマを例にとると、現在ではいろいろな放送形態が存在するが、かつてはアメリカにおけるテレビドラマは四大ネットワーク（NBC、CBS、ABC、FOX、PBS、ユニビジョン、テレムンド）により放送されるのが主流だった。その場合、ドラマはネットワーク放送局で百パーセント制作されることはほとんどなく、映画会社や制作プロダクションと共同制作されるのが普通である。従って、コマーシャルの放送料としてスポンサーから入る資金は、放送局を通じて映画会社やプロダクションに分配されてドラマが作られることになる。連続ドラマの制作にあたっては、放送局、スポンサーおよび制作側の代表（エグゼクティブプロデューサー、プロデューサー、ディレクター、脚本家など）による会議の後にまず第1話分が作られる。通常これをパイロット版と呼ぶ。パイロット版が完成すると再び代表者が集まって試写を行い、必要があれば手直しをされた後、2話以降の制作が開始されて連続放送となる。
1960年代までは、60分枠の連続ドラマの場合、同じ時間のパイロット版が作られるのが普通だった。しかし、それ以降になると90分や120分枠のものが作られるようになった。これらのパイロット版はテレビ映画として放送され、視聴者の反応を見た上で、さらに手直しをされて連続ドラマの制作となるか、視聴率が低く評判も悪かった場合には制作が中止される。
パイロット版が連続テレビシリーズにおけるファースト・シーズンの第1話に統合されている場合（主に輸出向け）は、細部に違いが出る事も多く、日本でも放映された海外ドラマでは『宇宙大作戦』（スター・トレック）、『刑事コロンボ』、『X-ファイル』などは、パッと見でも第1話だけかなり違いの目立つ作品となっている。また日本のテレビアニメや特撮番組でも、第1話や当初の数話分を作った後に細部を直す為、違いが目につく事がある。
これとは別に、単発のテレビ映画として作られたものが好評だったため、連続ドラマ化されることもある。この場合、最初に作られたテレビ映画をパイロット版と呼ぶことが多い。しかし劇場用映画がヒットしたため、それを連続ドラマ化して放送した場合は、たとえスタッフやキャストが共通していても、元の映画をパイロット版とは呼ばないのが普通である。
日本の近年のテレビドラマでは、パイロット版はあまり製作されないが、かつては製作されており、テレビアニメと同じ製作体制の基に制作される特撮作品においては、割と良く知られていた。漫画作品を原作とした作品においては、パイロット版を単発作品として制作し、それが好調ならば連続ドラマとして昇格されることがある。特殊な例としては『世にも奇妙な物語』で製作された単発の話が後に数作単独のドラマや映画になるケースが挙げられる。

### バックドア・パイロット
バックドア・パイロット（backdoor pilot）は、アメリカ合衆国において、テレビシリーズ化を予定している作品のコンセプトを伝えるために制作された映画またはミニシリーズを指すほか、放送中のテレビシリーズの中で、スピンオフ化を目的とした第1話を指す場合もある。
放送・公開された作品が必ずしもテレビシリーズ化されるとは限らない。
たとえば、2018年に放送された『それいけ!ゴールドバーグ家』の"1990-Something"という回は、脇役である教師達に焦点を当てた内容となっており、2019年に放送されたスピンオフ『Schooled』のバックドア・パイロットとなっている。
また、そのシリーズに初めて出てきたキャラクターを題材とした回がバックドア・パイロットとして扱われる場合もある。たとえば、『犯罪捜査官ネイビーファイル』の「NCISからの訪問者 前編」（原題：Ice queen）と「NCISからの訪問者 後編」（原題：Meltdown）は、『NCIS 〜ネイビー犯罪捜査班』のバックドア・パイロットに該当するほか、その『NCIS 〜ネイビー犯罪捜査班』の「LA特殊捜査班・前編」（"Legend Part 1"）と「LA特殊捜査班・後編」（"Legend Part 2"）は『NCIS:LA 〜極秘潜入捜査班』のバックドア・パイロットに該当する。
一方、バックドア・パイロットのみで終わってしまったケースとしては、1968年に放送された『宇宙大作戦』の「宇宙からの使者 Mr.セブン」などが挙げられる。
2013年に放送された『スーパーナチュラル』の第9シーズン「Bloodlines,」はスピンオフ『Supernatural: Bloodlines』のバックドア・パイロットとして制作されたが、テレビシリーズ化されることはなかった。
かつては、オムニバス番組がバックドア・パイロットを放送する場としての役割を果たしていた。これらの番組は、シリーズ化する価値のある企画を見せる場であり、放送局側が企画を却下したものも放送されていた。
オムニバス番組の衰退に伴い、バックドアパイロットは放送中のエピソードの一つや、単発のテレビ映画やミニシリーズとして制作されるようになった。
販売されなかったパイロット版が劇場用映画として公開されたという、まれなケースも存在する。1956年、ラジオ番組『Lum and Abner』のテレビシリーズ化の企画が上がったものの実現しなかった。その後、コンセプトを紹介するために制作した3つのパイロット版をつなぎ合わせ、『Lum and Abner Abroad』という劇場用映画として公開された。
また、キャリーは2002年にテレビドラマのパイロット版として企画されたが、単発のテレビ映画として公開された。

## パイロット番組
パイロット番組（パイロットばんぐみ）は、映画やテレビドラマなどでいうパイロット版と似たもので、テレビ番組がレギュラー化される前に制作される番組である。放送局内部で検討材料としたりスポンサーへのプレゼン用にするためだけに制作されて放送はされないものと、視聴者の評判をリサーチするために特別番組として単発で放送されるものがある。
バラエティではNHKが定期的に制作しており、午後8時台など民放でいうゴールデンタイムで単発放映され、そのうちの一部はレギュラー放送化される。近年は特定の季節・時期を選んで「NHK番組たまご」（2005年 - 2013年）などシリーズとしてパイロット版を放送し、その後視聴者の意見を反映してレギュラー化する試みがされている。さらに、近年は『ニュース シブ5時』や『サタデーウオッチ9』など報道・情報番組でもスタート前にパイロット版を1度放送することが多い。また、Eテレ（教育テレビ）では、複数のミニ番組のパイロット版をプレゼンテーション形式で披露する番組『青山ワンセグ開発』→『Eテレ・ジャッジ』、BSプレミアムでは『レギュラー番組への道』がある。
民放ではバラエティ番組の場合、パイロット番組は土・日曜の午後あるいは深夜帯（日本テレビの『サンバリュ』のようにそのための枠が確保されている事もある）、また改編期や年末年始に単発特番として放送され、その後ゴールデン・プライム帯でも放送してからレギュラーに昇格することが多い。また、報道・情報番組の場合は流れを確認するためのシミュレーションを兼ねて、放送に乗らないが実際のスタジオやサブを使い、屋外の中継も含めて本放送同様の流れでパイロット版を収録する。この模様は番組として放送はされないが、事前のPRで一部放送される事がある。

## テレビアニメにおけるパイロット版
テレビアニメにおいては、上記の「パイロット番組」として放映されるもののほか、スポンサーや広告代理店、放送局へのセールスを目的とした原則非公開のパイロット版の両方が存在する。アニメ番組の場合、単発の放送だけでは制作費の回収は困難であるため、「パイロット番組」として放送されるものは少なく、あってもOVAにおいてのビデオスルー作品として有償配布されたり、本放送開始後に本編に組み込まれて放送されたり、アニメーション映画に転用されたりすることがごく稀にあるというのが特徴である。
また、特殊なケースとしては放映などを予期せずにアニメスタジオ内でプライベートで作られた自主制作アニメをテレビ局のプロデューサーが目にとめ、結果としてパイロットフィルムとなり実際の制作に至った『あしたのジョー』がある。
1980年代以降、集英社の自社製作のもと、自社発行雑誌に掲載されている未アニメ化漫画のパイロットも兼ねたアニメ作品を掲載誌のファンイベント向けに製作・公開していた。
本放送に際し、放送局決定後に局のプロデューサーの意向および放送される枠の都合上も含めキャストや制作会社が変更される例が多く見られるが、テレビ朝日版『ドラえもん』のパイロット版『ドラえもん 勉強部屋のつりぼり』のように、全くキャストの変更がない例も存在する。一方で『ちびまる子ちゃん』のパイロット版のように、声や劇伴が省略された映像のみのもの、キャラクターデザインや美術が本放送のそれとは全く異なる形態で制作されている例もある。
近年では、日本や韓国などの製作会社（東映アニメーション、マッドハウス等）が原作者や版権元に許可を取った上での製作、テレビ局の関係者に試写公開や業界団体のレイティング公開がされる事が多い。

## マンガにおけるパイロット版
日本のマンガ雑誌においては、連載マンガが安定した人気を得られるかどうかは出版社にとっての死活問題である。このため、特に新人作家や連載経験が少ない作家、人気の凋落から回復してきた作家などの読み切りマンガを雑誌本誌や増刊号などに（時には複数回）掲載し、読者アンケートの結果等によって人気を得られる見込みが立った場合は、そのマンガの世界観を洗練して連載を開始することがある。
読み切り作品をほとんどそのまま連載作品に昇格させる場合もあれば、大胆な設定変更の上で連載作品に作り直す場合もある。いずれの場合でも作品タイトルは改題されることもされないこともある。有名なもので『BASTARD!! -暗黒の破壊神-』、『高校鉄拳伝タフ』は読み切り作品からそのまま連載作品に昇格したものであるが、読み切り時はそれぞれ『WIZARD!!』、『男純情恋歌』というタイトルであった。逆に『北斗の拳』は読み切り作品とは「北斗神拳の存在」と「主人公の名前」くらいしか共通点がないが、そのままのタイトルで連載となった。
あるいは、読み切り作品をベースにメディアミックスを仕掛け、他の媒体の製作者と漫画家・担当編集者が共同で作り上げた作品世界観を元に他媒体の事実上のコミカライズ版を連載するケースもある。
これらのような読み切りマンガの事もパイロット版と考えることができる。
連載作品がヒットして単行本になった場合、こうしたパイロット版がそのまま連載の1（〜数）話目として組み込まれたり、あるいはオマケとして収録される場合があるが、全くなかった事にされて収録されない場合もある。その場合、パイロット版が掲載されていた本誌や増刊号の古本が高値で取引される場合がある。